# Condado de Custer (Colorado)
O Condado de Custer é um dos 64 condados do Estado americano do Colorado. A sede do condado é Westcliffe, e sua maior cidade é Westcliffe. O condado possui uma área de 1,916 km² (dos quais 3 km² estão cobertos por água), uma população de 3 503 habitantes, e uma densidade populacional de 2 hab/km² (segundo o censo nacional de 2000). O condado foi fundado em 9 de março de 1877.